# Romárico Sotomayor García
Romárico Vidal Sotomayor García (provincia de Granma, 4 de noviembre de 1938 - La Habana, 1 de septiembre de 2024) fue un militar cubano, general y diputado a la Asamblea Nacional del Poder Popular de Cuba en la VII Legislatura y miembro del Comité Central del Partido Comunista de Cuba.

## Biografía
Hijo de Antonio Sotomayor y María García, nació en el caserío (hoy «consejo popular») de Las Vegas de Jibacoa, a 28 km al sur de la cabecera del montañoso municipio de Bartolomé Masó.
En noviembre de 1957, con 19 años recién cumplidos, se unió a la Columna I del Ejército Rebelde. Tras el triunfo de la Revolución cubana (1 de enero de 1959) fue trasladado a La Cabaña, donde continuó sus estudios militares.
Durante la Lucha contra Bandidos (1959-1966) realizó diferentes acciones.
Ocupó diferentes responsabilidades en las Fuerzas Armadas Revolucionarias y el Ministerio del Interior.
Desde septiembre de 1975 participó en la campaña de liberación de Angola, donde se desempeñó como jefe del Centro de Instrucción n.º 1 en la ciudad de Salazar (actual N’Dalatando), para la preparación de los miembros de las Fuerzas Armadas Populares de Liberación de Angola (CIR), con quienes participó en la batalla de Quifangondo.
En noviembre de 1975, al crearse el Frente Sur bajo la dirección del general Leopoldo Cintra Frías, fue jefe de una agrupación de fuerzas, al frente de la cual desarrolló la ofensiva contra las tropas sudafricanas desde Catofe (en el centro de Angola) hasta Calueque (en la frontera con Namibia).
De 1982 hasta 1984 fue jefe del Estado Mayor y posteriormente jefe de la Agrupación de Tropas del Sur.
En las Fuerzas Armadas Revolucionarias de Cuba fue jefe de Compañía, jefe de Batallón hasta alcanzar el grado de jefe del Estado Mayor del Ejército Oriental.
Fue viceministro del Ministerio del Interior, jefe del Orden Interior de La Habana, y desde 1998 hasta noviembre de 2000 viceministro, jefe de la dirección nacional de la Policía Nacional Revolucionaria.
Posteriormente fue nombrado jefe de la Dirección Política del Ministerio del Interior, de la que dependían, entre otras fuerzas, la Brigada Especial Nacional del Ministerio del Interior (SNB) y la Policía Nacional Revolucionaria (PNR).
En noviembre de 2015, con motivo de su retiro (a los 77 años de edad), fue distinguido con el título honorífico de Héroe de la República de Cuba. Esta distinción le fue otorgada por Raúl Castro. 
A lo largo de su vida recibió numerosas condecoraciones y reconocimientos, entre ellas la Orden Che Guevara y la orden Camilo Cienfuegos, las medallas XX Aniversario del Moncada, Combatiente de la Guerra de Liberación (1956-1958), Combatiente de la Lucha Clandestina (1959-1966), Combatiente Internacionalista de Primera Clase y varias medallas como la Calixto García o la Ignacio Agramonte.
En 2016, ya como general retirado, acompañó la caravana que llevó los restos mortales del comandante Fidel Castro hacia Oriente, así como lo acompañó ―pero en sentido contrario― cuando recorrieron triunfantes toda Cuba en 1959, desde Oriente hasta La Habana.
En 2022, la OFAC (Oficina de Control de Activos Extranjeros) del Departamento del Tesoro de los Estados Unidos sancionó al general retirado Romárico Sotomayor por su relación con “acciones para reprimir protestas pacíficas y prodemocráticas en Cuba” que se sucedieron en el estallido social del 11 de julio de 2021.
Sotomayor había sido jefe de la Dirección Política del Ministerio del Interior, de la que dependían, entre otras fuerzas, la Policía Nacional Revolucionaria (PNR), entre 2010 y su retiro en 2015 (a los 77 años de edad).
La sanción del Tesoro estadounidense se basó en la Ley Magnitsky (Global Magnitsky Human Rights Accountability Act: ‘ley mundial Serguéi Magnitski sobre responsabilidad de derechos humanos’) que lo hizo ingresar en la «lista negra» de Tesoro de los Estados Unidos, que quedan designados en la SDN (Specially Designated Nationals and Blocked Persons List: ‘lista de personas bloqueadas y de ciudadanos especialmente designados’) con quienes los ciudadanos estadounidenses tienen prohibido comunicarse por ser personas vinculadas a países sujetos a un embargo comercial (el pueblo cubano está embargado comercialmente desde la presidencia de John F. Kennedy).
En 2023, el general retirado publicó su autobiografía, Sin olvidar mis raíces, que fue prologada por Raúl Castro:
«No hay misterios en cómo el general Sotomayor ha logrado cumplir con éxito tan disímiles y complejas misiones» y añadió que para ello había sido fundamental su «fidelidad incondicional a nuestro pueblo, a la Patria, a la Revolución, a su comandante en jefe y a quienes han actuado en su nombre; confianza en las decisiones de sus superiores y empeño absoluto en cumplirlas».